# ميدان فرحات
ميدان فرحات (سهات فرحات) هي واحدة من أقدم الساحات في مدينة حلب السورية. ويقع في حي الجديدة القديم، خارج الجدران التاريخية لمدينة حلب القديمة.

## نبذة
ساحة فرحات هي منطقة رمزية للمسيحية في حلب حيث توجد ثلاث كاتدرائيات هناك: الروم الكاثوليك والأرمن والمارونية. الكنائس كانت في المنطقة منذ القرن الخامس عشر.

## التسمية
سميت على اسم المطران جبرائيل جرمانوس فرحات (1670-1732) الذي كان مطراناً مارونياً على حلب بين عامي 1725-1732 وأسس المكتبة المارونية في حلب. وقد سُمي ساحة فرحات تكريماً له ووضع تمثاله في الساحة في عام 1932 لإحياء الذكرى الموقدة لوفاته.

## الحروب
تضررت الساحة والمباني المحيطة بها من جراء القتال العنيف بين المقاتلين خلال معركة حلب (2012-2016). وحدث دمار مماثل في المنطقة خلال الاضطرابات الطائفية في حلب عام 1850.

## معرض صور

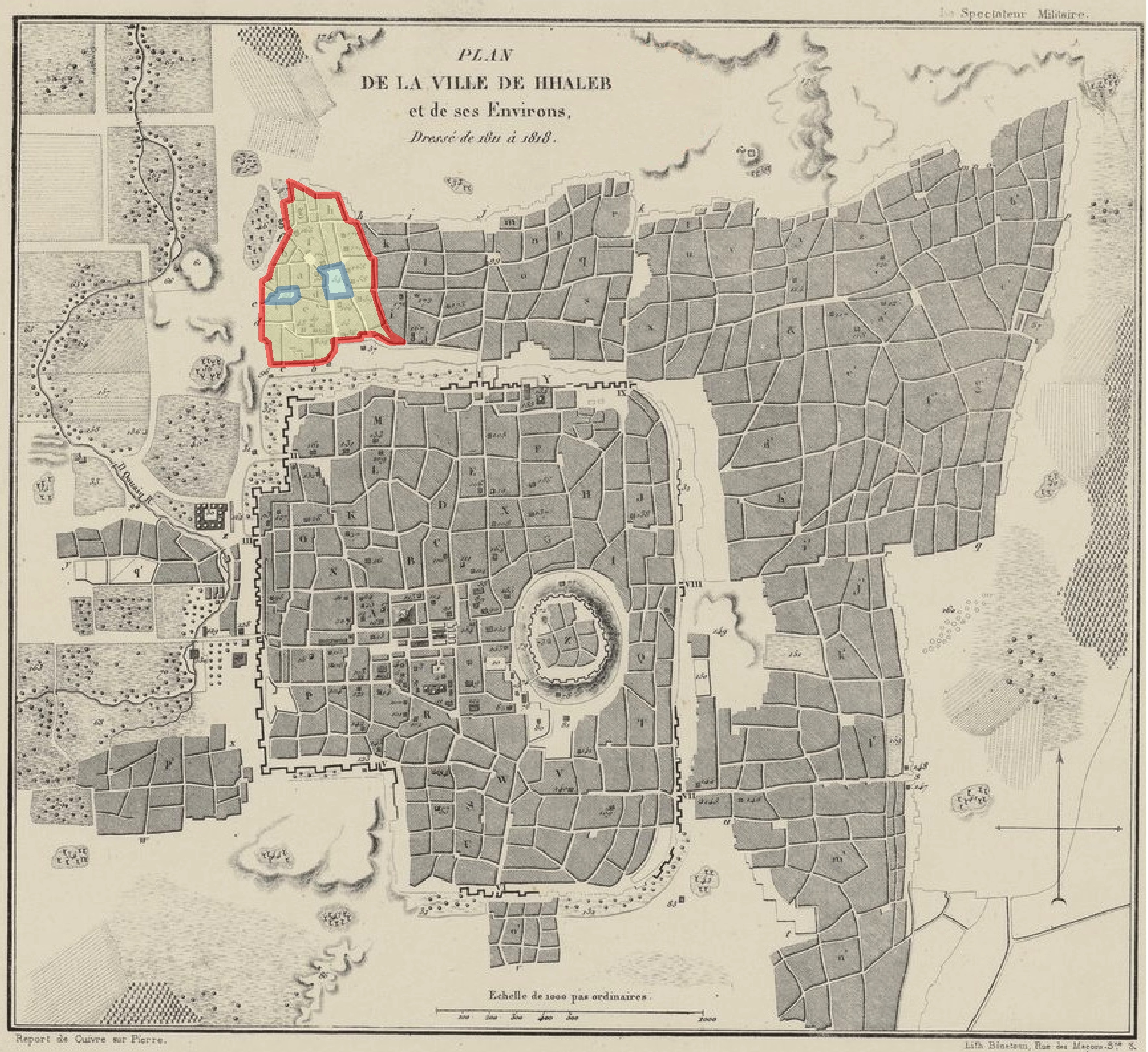
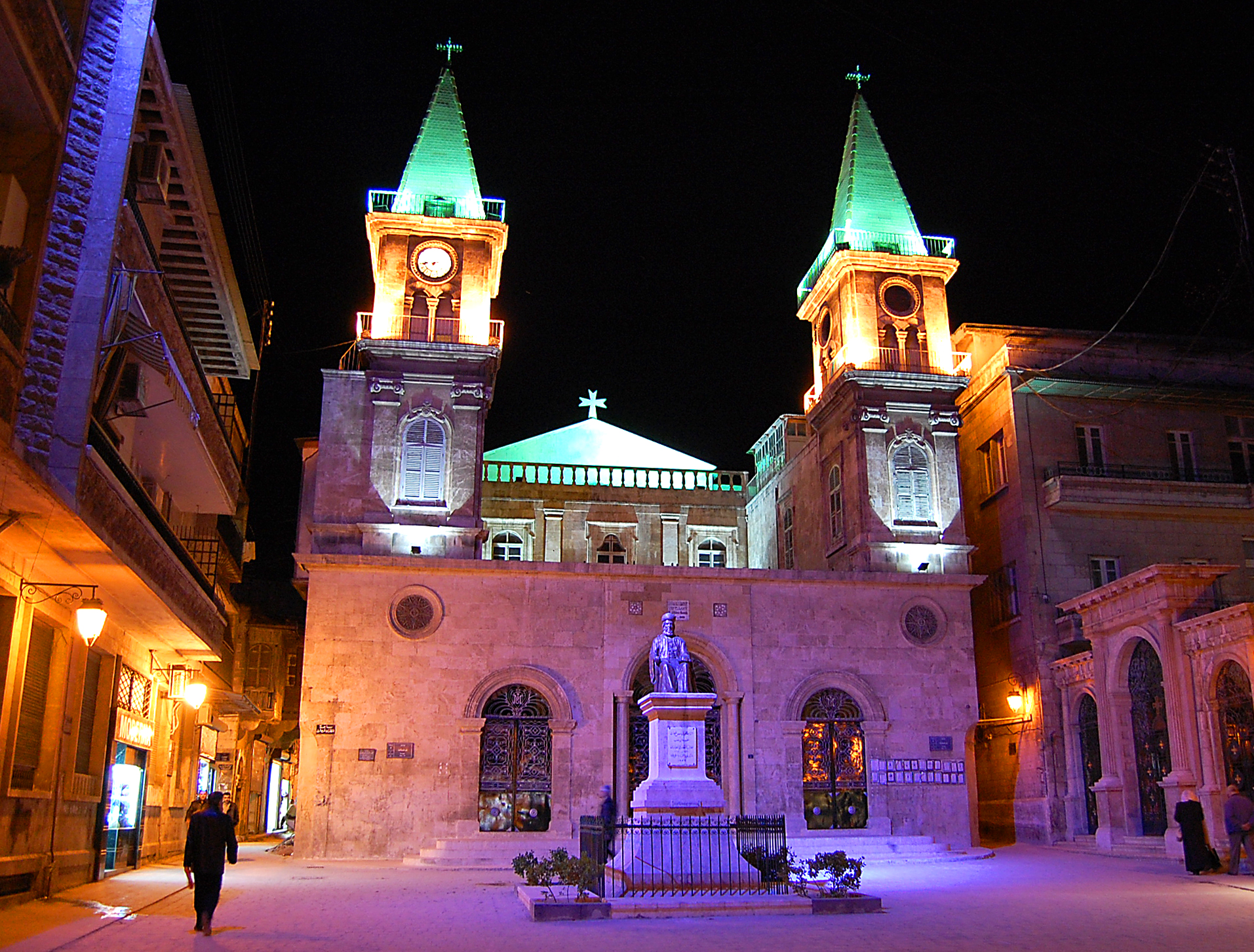
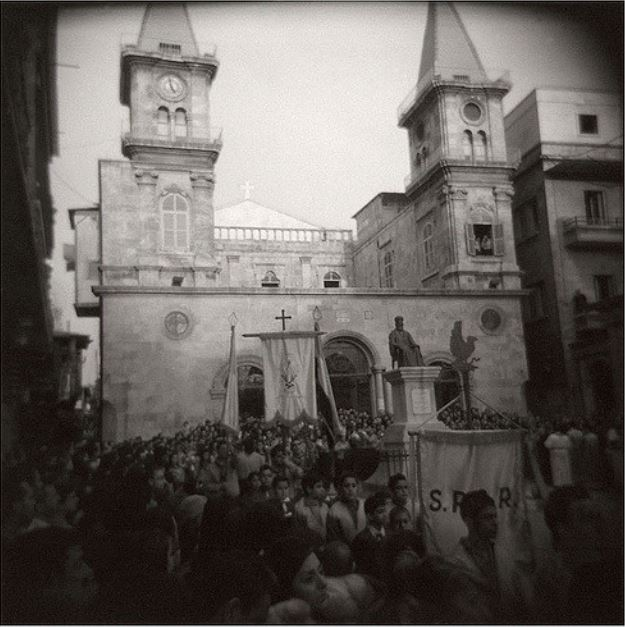
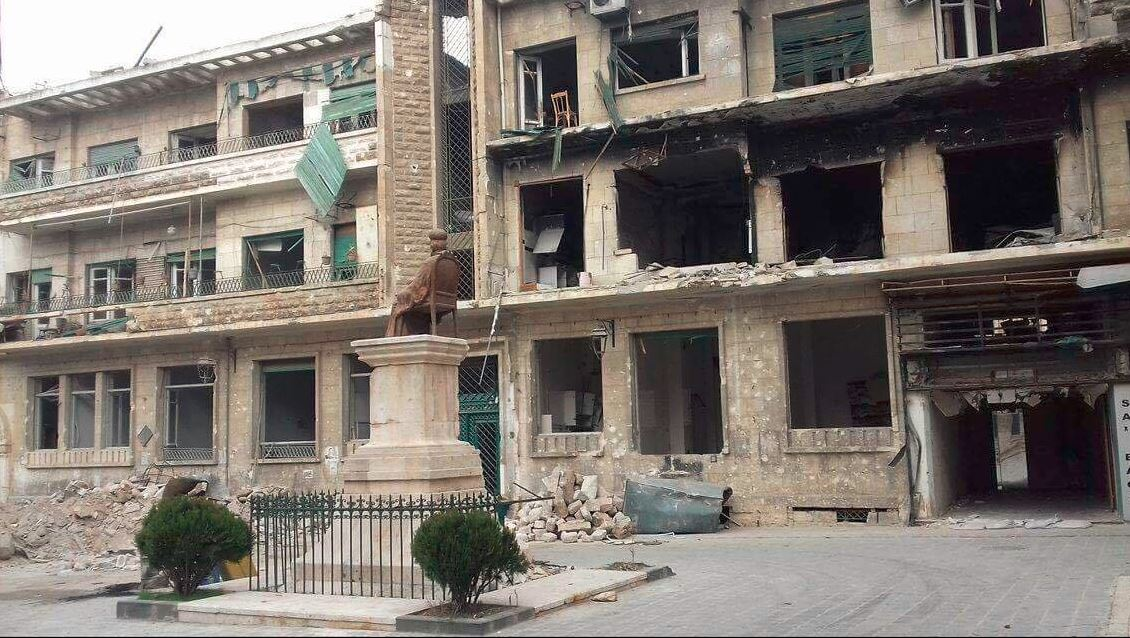
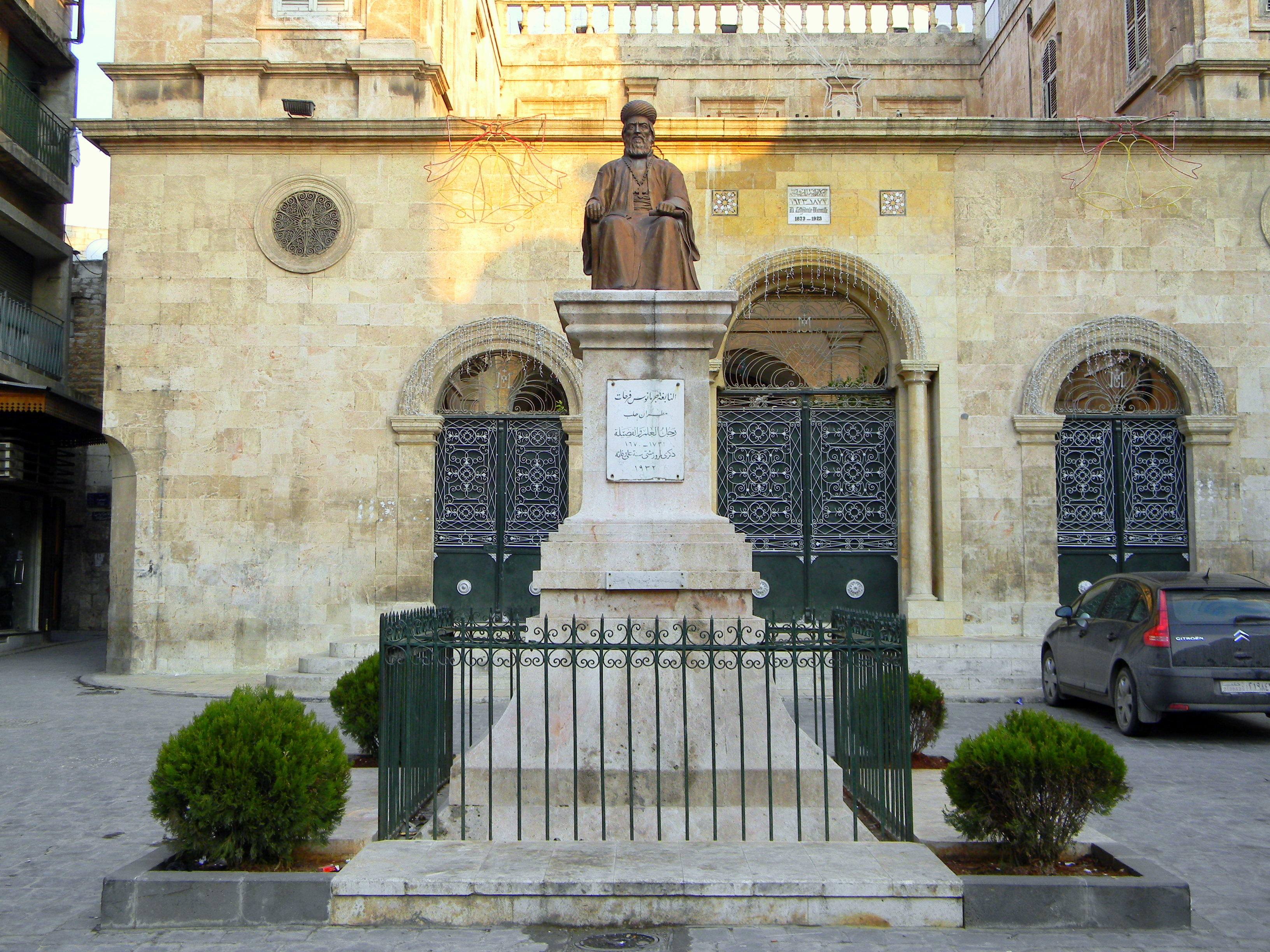